# 헌팅턴 애비뉴 그라운즈
헌팅턴 애비뉴 그라운즈(Huntington Avenue Grounds)은 미국 매사추세츠주 보스턴에 위치한 야구장이다. 과거 MLB 보스턴 레드삭스의 홈구장으로 사용했다.